# Muhammed Shaybani Khan
Muhammad Shaybani Khan (uzbekiska: Muhammad Shayboniy, även känd som Abul-Fath Shaybani Khan eller Shayabak Khan eller Shahi Beg Khan, ursprungligen kallad "Shibägh", vilket betyder "malört" eller "obsidian"), född cirka 1451, död 2 december 1510, var en uzbekisk ledare som konsoliderade olika uzbekiska stammar och lade grunden för deras uppgång i Transoxiana och etablerandet av khanatet Bukhara. 
Muhammad Shaybani Khan var en shaybanid eller ättling till Shiban (eller Shayban), den femte sonen till Jochi, Djingis khans äldste son. Han var son till Shah-Budag och därmed ett barnbarn till den uzbekiska erövraren Abu'l-Khayr Khan. Shaybaniderna var en mäktig stam i Centralasien som härskade över olika territorier. Shaybaniderna var också kända för att vara ättlingar till Djingis Khan och hade därför en särskild betydelse i regionen. Shaybani Khan var en av de mest framstående ledarna i Shaybanid-dynastin.